# Khaled Igué
Khaled Igué, né en 1983, est un intellectuel et économiste béninois. Ingénieur de formation, fondateur et président du think tank Club 2030 Afrique. Il rejoint, en février 2022, la banque Banque Richelieu Monaco en tant que banquier senior Afrique. 

## Biographie

### Jeunesse et études
Khaled Olabodé Igué est né à Porto Novo (Bénin) en 1983. Son père est ingénieur agronome et sa mère infirmière. Il est issu de l’ethnie yoruba. Khaled Igué grandit et fait ses études à Cotonou jusqu’à l’âge de 18 ans. Il part ensuite étudier l’anglais au Ghana.
Il s’installe ensuite à Paris et intègre une classe préparatoire, puis une école d’ingénieur, l’INSA de Strasbourg, où il obtient un diplôme en génie civil en 2009. Il poursuit ses études durant un an à Chicago, au sein de l’Institut de technologie de l'Illinois. Il poursuit sa formation universitaire, et obtient un double diplôme en sciences économiques et un MBA en management. En 2013, il intègre Sciences Po Paris pour suivre un master en affaires publiques (« Potentiel Afrique »).

### Carrière
Il commence sa carrière chez Areva de 2009 à 2015. Après un poste en Finlande, il participe à la réalisation d’un projet minier au Niger en 2013. Il rejoint le cabinet de conseil Eurogroup Consulting de 2015 à 2016, puis devient en 2016 le directeur des partenariats publics et institutionnels d’OCP Africa. 
Depuis octobre 2019, il est associé chargé de l'Afrique pour la banque d'investissement et de développement B&A Investment Bankers.
Khaled Igué a suivi également en 2021 une formation Executive en Leadership et Politiques Publiques de Harvard Kennedy School of Government.

### Vie privée
Il est marié depuis 2013 à Carole Fossat (architecte) et est père d'une petite fille née en 2018 : Angèle Ayodele.

## Engagements

### Développement durable et inclusif de l'Afrique
En parallèle de ses activités professionnelles, il fonde en 2012 et anime le think tank Club 2030 Afrique afin d’accompagner les gouvernants du continent dans les processus de développement de leur pays.
En 2018, il entre au Conseil d’administration de la Women In Africa Initiative, « plateforme digitale de développement et d’accompagnement des femmes africaines leaders et à haut potentiel ».
Il est membre du conseil d’administration de l’association African Business Academy.
Il participe à la création de la French-African Foundation aux côtés d’Yvonne Mburu et de deux autres anciens Young Leaders 2017. En juin 2019 à l'occasion de la nomination des trente ambassadeurs de la French-African Foundation, il affirme « qu’’il y a urgence à écrire autrement l’avenir des relations entre la France et l’Afrique et qu’il nous faut une nouvelle génération de leaders qui construisent des ponts ».

### Idées notables
Les travaux de Khaled Igué sur le développement africain ont donné lieu à un livre : L'heure de l'Afrique, dont l'ancien président du Sénégal, Abdou Diouf, parle en ces termes : « Ce livre doit absolument être lu par toute personne qui souhaite s'investir dans le développement de l'Afrique. Il est source d'inspiration et contient de nombreuses propositions qu'il ne faudrait pas faire l'erreur de négliger ». C'est dans cet ouvrage qu'il expose les principales idées de sa doctrine économique.
Persuadé, à l'instar de Franz Fanon, que toute génération a une mission à accomplir pour participer à la construction du monde, il estime que chacun doit s'efforcer de contribuer au développement harmonieux et durable de la planète. Un être humain isolé n'est rien s'il ne parvient pas à mobiliser autour d'un projet ses congénères et sa génération. Il aime à citer un proverbe africain : « Si tu veux aller vite, vas-y seul; mais si tu veux aller loin, alors il faut y aller ensemble. ».
La croissance, qu'elle soit en Afrique ou ailleurs, ne peut être réelle que si elle est durable. Et elle ne peut être durable que si elle est véritablement inclusive, c'est-à-dire si elle n'exclut aucune minorité, si elle garantit la parité homme/femme et si elle crée de la valeur d'abord pour ceux qui sont les plus défavorisés.
Tout développement économique repose sur trois paramètres fondamentaux. C'est ce que Khaled Igué appelle le « Triangle des ressources ». La première ressource est le capital humain (qui s'entretient aussi par une éducation appropriée et prolongée par une formation continue tout au long de la vie); la deuxième est le capital financier, qui doit se traduire par des investissements (publics et privés); enfin, la troisième et dernière ressource est la création ou l'amélioration des technologies nouvelles.
Khaled assure que l'autonomie économique et politique du continent doit reposer sur une histoire commune et des convergences culturelles entre tous les pays du continent. C'est pourquoi il clame que les « afro-descendants » devraient davantage se mobiliser pour penser le développement du continent : « les diasporas africaines, qu'il s'agisse des victimes de la traite négrière, des immigrés de l'ex-empire colonial français ou des fils d'immigrés installés en Europe, doivent être reconnus non seulement comme des acteurs à part entière de l'essor de l'Afrique, mais désormais comme une diaspora qu'il s'agit d'unifier à l'échelle de l'ensemble du continent et qui est appelée à ce titre à participer activement à son développement et à son destin » (Hervé de Charrette, ancien ministre des Affaires étrangères de la République française).

## Publications

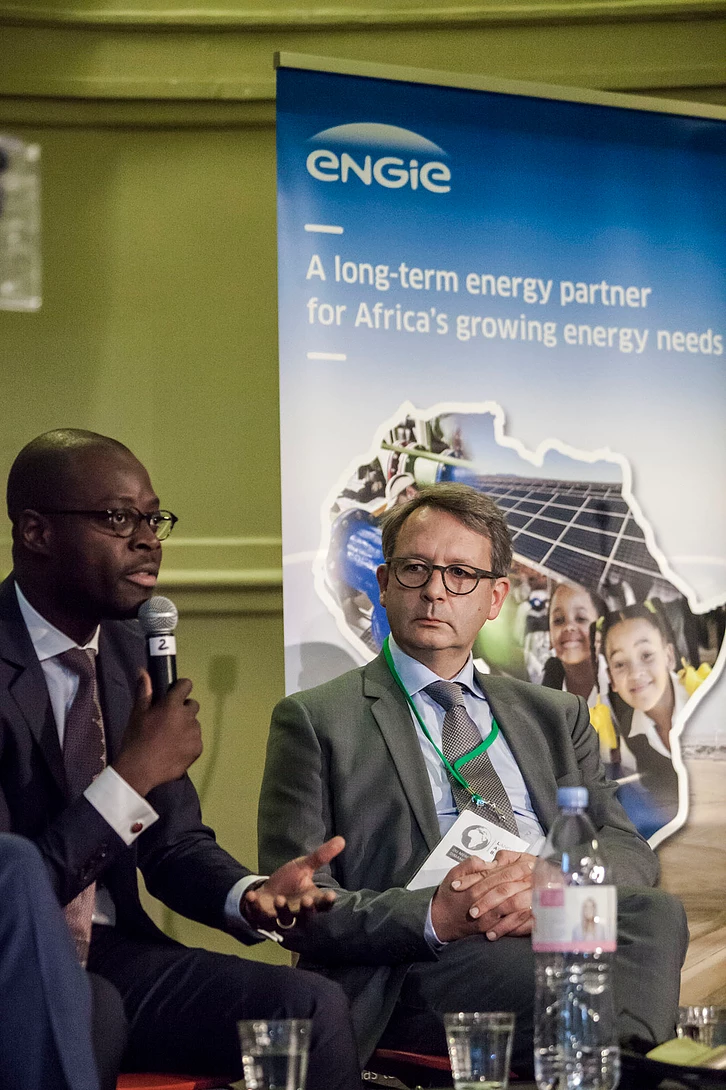
Khaled Igue et Franck Tannery lors de la présentation de son ouvrage

- 2015 : Le système d’échange d’énergie électrique ouest-africain[15].
- 2017 : L'Afrique, un eldorado à saisir avec respect[16].
- 2017 : Les think tanks, instruments de Soft Power à l'échelle mondiale pour l'Afrique[17].
- 2018 : Les implications culturelles dans les secteurs d’avenir : l’écologie et le numérique[18].
- 2018 : L’éducation et la formation des jeunes en Afrique, clé de l’émergence du continent[19].
- 2020 : L'Heure de l'Afrique – Pour un développement durable et inclusif, préfaces d'Abdou Diouf et Hervé de Charrette, Paris, éditions Hermann[20].

## Distinctions
En 2017 il est distingué « Young Leader de la Fondation AfricaFrance 2017 ». En 2018, il est désigné parmi les « Young Global Leaders 2018 » du Forum économique mondial,.